# Xenops
Xenops és un gènere d'ocells de la família dels furnàrids (Furnariidae) que agrupa espècies natives de l'Amèrica tropical (Neotròpic), les àrees de distribució de les quals es troben des del sud de Mèxic, per Amèrica Central i del Sud, fins al nord d'Argentina.

## Descripció
Les espècies d'aquest gènere són petits furnàrids arborícoles, que fan entre 11,5 i 12,5 cm de longitud, trobats àmpliament en selves humides i muntanes de baixa altitud. Es caracteritzen pel bec curt, comprimit lateralment i amb la mandíbula superior corbada cap amunt, i que presenten una estria malar platejada. Diferent d'altres furnàrids, els nius són petits forats excavats en fusta tova podrida.

## Taxonomia i etimologia
El grup de subespècies X. minutus genibarbis és considerat com a espècie separada de X. minutus pel Manual dels Ocells del Món i Birdlife International, i més recentment pel Congrés Ornitològic Internacional (IOC), amb base en diferències de plomatge i de vocalització, i amb suport d'estudis genètico-moleculars de Harvey & Brumfield (2015).
Alguns autors, en el passat, van incloure el gènere Heliobletus en Xenops; no obstant això, les dades genètiques indiquen que els dos gèneres es troben en braços separats de Furnariidae. Derryberry et al. (2011) van trobar que Xenops està agermanat amb els veritables Philydor.
L'espècie Microxenops milleri va ser inclosa en el present gènere durant molt de temps, però els estudis genètics indiquen que és més propera als gèneres Pygarrhichas i Ochetorhynchus, i basal a tots dos, pel que va ser retornat al seu gènere monotípic original, el que va ser reconegut en la Proposta N° 486 del Comitè de Classificació de Sud-amèrica.
La classificació del Manual del Ocells del Món col·loca el present gènere juntament amb el xenop gros (Megaxenops parnaguae) en una tribu pròpia Xenopini (Bonaparte, 1854) que, segons alguns estudis recents, pertany a la subfamília Dendrocolaptinae, mentre que altres han trobat que formen part dels forners “tradicionals”.
L'estudi més recent fet per Ohlson et al. (2013) proposa que Xenops sigui considerat en una família separada Xenopidae (Bonaparte, 1854); però això no ha estat encara adoptat per les principals classificacions.
El nom genèric Xenops es compon de les paraules del grec antic «ξενος xenos» que significa “estrany”, i «ωψ ōps, ωπος ōpos» que significa “cara” (en referència al bec).
Segons la Classificació del Congrés Ornitològic Internacional (versió 14.2, 2024) aquest gènere està format per 5 espècies:
- xenop esmolat - (Xenops tenuirostris).
- Xenops mexicanus.
- xenop senzill - (Xenops genibarbis).
- xenop gorjablanc - (Xenops minutus).
- xenop estriat - (Xenops rutilans).